# Olivier
Oliver of Olivier is een jongensvoornaam, maar hij komt ook als achternaam voor. De vrouwelijke variant ervan is Olivia. Het is moeilijk de herkomst van de naam met zekerheid aan te geven.
Mogelijke herkomsten zijn:
- Het Latijnse woord olivarius dat olijfboom betekent. De olijftak was bij de oude Romeinen een symbool van vrede.
- De verbastering van een Germaanse naam, die zou bestaan uit de woorden alf (elf) en heer (leger).
- De Oudnoordse naam Anleifr (net als Olaf). Deze naam wordt opgebouwd door de woorden ano (voorvader) en leifr (zoon). Tezamen betekent deze voornaam dus zoon der voorvaderen.

## Bekende personen
Als voornaam:
- Olivier Brunel (±1552-1585), Nederlands-Belgisch ontdekkingsreiziger
- Oliver Cromwell (1599-1658), Engels heerser
- Olivier Deschacht (1981), Belgisch voetballer
- Oliver Drachta (1977), Oostenrijks voetbalscheidsrechter
- Olivier Giroud (1986), Frans voetballer
- Oliver Goldsmith (1730-1774), Brits schrijver
- Oliver Hardy (1892-1957), Amerikaans acteur (artiestennaam)
- Oliver Kahn (1969), Duits voetbaldoelman
- Olivier Kapo (1980), Frans-Ivoriaans voetballer
- Olivier van Noort (±1558-1627), Nederlands ontdekkingsreiziger
- Oliver North (1943), Amerikaans militair
- Olivier Pantaloni (1966), Frans voetballer en voetbaltrainer
- Oliver Reps (1966), Nederlands jeugdboekenschrijver
- Olivier Rochus (1981), Belgisch tennisser
- Oliver Sacks (1933-2015), Engels neuroloog
- Oliver Stone (1946), Amerikaans regisseur
- Oliver Symons (1993), won in 2008 Junior Eurosong in België
- Olivier Tielemans (1984), Nederlandse autocoureur

Als achternaam:
- Aimé Olivier (1840-1919), Frans fietspionier en ontdekkingsreiziger
- Ari Olivier (1939-2022), ook bekend als Heer Olivier, een Nederlandse oplichter
- Guillaume-Antoine Olivier (1756-1814), Frans entomoloog
- Jamie Oliver (1975), Brits kok
- Laurence Olivier (1907-1989), Brits acteur
- Louis Olivier (1923-2015), Belgisch politicus
- Nicolaas Olivier (1808-1869), Nederlands politicus

Fictieve personen
- Olivier Blunder, stripfiguur, creatie van Greg
- Olivier B. Bommel, stripfiguur, creatie van Marten Toonder
- Oliver (ridder), veldheer uit de Chansons de Geste
- Oliver Twist, hoofdpersonage in het gelijknamige verhaal van Charles Dickens.

- Oliver
- Oliver!
- Oliver! (film)
- Oliver! (musical)
- Oliver's Army
- Oliver's Battery
- Oliver: Achter de schermen
- Oliver & Co.
- Oliver & Company
- Oliver (Georgia)
- Oliver (Pennsylvania)
- Oliver (Wisconsin)
- Oliver (musical)
- Oliver (ridder)
- Oliver (zanger)
- Oliver Adams
- Oliver Anthony
- Oliver Antman
- Oliver Askew
- Oliver Bakker
- Oliver Batista Meier
- Oliver Baumann
- Oliver Bearman
- Oliver Bekker
- Oliver Bender
- Oliver Bendt
- Oliver Benjamin
- Oliver Berg
- Oliver Bierhoff
- Oliver Bleddyn
- Oliver Bozanic
- Oliver Bozanić
- Oliver Braude
- Oliver Buckley
- Oliver Buff
- Oliver Bullough
- Oliver Burke
- Oliver Campos-Hull
- Oliver Chesler
- Oliver Chris
- Oliver Coleman
- Oliver Cooper
- Oliver County
- Oliver County (North Dakota)
- Oliver Cromwell
- Oliver Cromwell's House
- Oliver Daemen
- Oliver Dane
- Oliver Davis
- Oliver Dowden
- Oliver Drachta
- Oliver Dunne
- Oliver Dziubak
- Oliver E. Williamson
- Oliver Edvardsen
- Oliver Edward Nelson
- Oliver Farr
- Oliver Feldballe
- Oliver Fink
- Oliver Fisher
- Oliver Fix
- Oliver Froning
- Oliver Gador Sin
- Oliver Glasner
- Oliver Godfrey
- Oliver Goethe
- Oliver Golding
- Oliver Goldsmith
- Oliver Goss
- Oliver Gray
- Oliver Halassy
- Oliver Hardy
- Oliver Hart
- Oliver Hasenfratz
- Oliver Haydn Whigham III
- Oliver Hazard Perry La Farge
- Oliver Heaviside
- Oliver Heldens
- Oliver Hilmes
- Oliver Hirschbiegel
- Oliver Holmes
- Oliver Hudson
- Oliver Jackson
- Oliver Jackson-Cohen
- Oliver James
- Oliver Janich
- Oliver Jarvis
- Oliver Jeffers
- Oliver Johnson
- Oliver Johnston
- Oliver Jones
- Oliver Kahn
- Oliver Kalkofe
- Oliver Kegel
- Oliver Kent
- Oliver Kirch
- Oliver Kirk
- Oliver Knight
- Oliver Knight (wielrenner)
- Oliver Knussen
- Oliver Korn
- Oliver Kovacevic
- Oliver Kovačević
- Oliver Kreuzer
- Oliver Kurtz
- Oliver König
- Oliver La Farge
- Oliver Lake
- Oliver Lang
- Oliver Lawrence Dane
- Oliver Leese
- Oliver Lehner
- Oliver Leonard Kirk
- Oliver Letwin
- Oliver Levasseur
- Oliver Lieb
- Oliver Lines
- Oliver Lodge
- Oliver MacDonald
- Oliver Marach
- Oliver Mark
- Oliver McBurnie
- Oliver Milburn
- Oliver Mtukudzi
- Oliver Muirhead
- Oliver Naesen
- Oliver Nelson
- Oliver Neuville
- Oliver North
- Oliver Norwood
- Oliver O'Donovan
- Oliver O. Howard
- Oliver Oakes
- Oliver Oetke
- Oliver Oken
- Oliver Onions
- Oliver Ortmann
- Oliver Paasch
- Oliver Pesch
- Oliver Phelps
- Oliver Platt
- Oliver Plunkett
- Oliver Pocher
- Oliver Polkamp
- Oliver Queen
- Oliver Rasmussen
- Oliver Reck
- Oliver Reed
- Oliver Reginald Tambo
- Oliver Reps
- Oliver Riedel
- Oliver Rifai
- Oliver Rittweger
- Oliver Rittweger de Moor
- Oliver Roethig
- Oliver Rolin
- Oliver Roth
- Oliver Roth (jazzmuzikant)
- Oliver Rowland
- Oliver S. Flint Jr.
- Oliver Sacks
- Oliver Scarles
- Oliver Schmidt
- Oliver Searle
- Oliver Serano-Alve
- Oliver Shallenberger
- Oliver Shanti
- Oliver Sin
- Oliver Skipp
- Oliver Smithies
- Oliver Solberg
- Oliver Sorg
- Oliver Springs
- Oliver Springs (Tennessee)
- Oliver Stamm
- Oliver Starkey
- Oliver Stockwell
- Oliver Stone
- Oliver Sundberg
- Oliver Sykes
- Oliver Symons
- Oliver T. Marsh
- Oliver Tambo
- Oliver Thorn
- Oliver Todd
- Oliver Torres
- Oliver Torres Munoz
- Oliver Townend
- Oliver Turvey
- Oliver Twist
- Oliver Twist, le musical
- Oliver Twist (1922)
- Oliver Twist (1948)
- Oliver Twist (2005)
- Oliver Twist (2007)
- Oliver Twist (Bax)
- Oliver Twist (doorverwijspagina)
- Oliver Twist (hoofdbetekenis)
- Oliver Waespi
- Oliver Wakeman
- Oliver Wardrop
- Oliver Webb
- Oliver Wendell Holmes
- Oliver Wendell Holmes, Sr.
- Oliver Wendell Holmes sr.
- Oliver Williamson
- Oliver Wilson
- Oliver Wolcott jr.
- Oliver Wolf Sacks
- Oliver Wood
- Oliver Wood (cinematograaf)
- Oliver Wood (wielrenner)
- Oliver Zaugg
- Oliver Zeidler
- Oliver Zelenika
- Oliver etc
- Oliver etc.
- Oliver platt
- Oliver the Eighth
- Olivera Jevtic
- Olivera Jevtich
- Olivera Jevtić
- Oliveri
- Oliveria
- Oliveridia hugginsi
- Oliveridia tricornis
- Oliverio
- Oliverio Rincon
- Oliverio Rincón
- Oliveriplectanum curvivagina
- Oliveriplectanum priacanthi
- Oliverius
- Oliverius jordanensis
- Oliveros

- Olivier
- Olivier-Gérard de Spoelberch
- Olivier-Michel de Spoelberch
- Olivier-paal
- Olivier (schip, 1929)
- Olivier (stripalbum)
- Olivier Abbeloos
- Olivier Adams
- Olivier Aertssen
- Olivier Allard
- Olivier Alsteens
- Olivier Ameisen
- Olivier Amelink
- Olivier Asmaker
- Olivier Assayas
- Olivier Auriac
- Olivier Award
- Olivier B. Bommel
- Olivier B. Bommel en Tom Poes in De Trullenhoedster
- Olivier Bakker
- Olivier Barras
- Olivier Barras Memorial
- Olivier Bart
- Olivier Beretta
- Olivier Bernard
- Olivier Bernard (voetballer, 1979)
- Olivier Bernhard
- Olivier Besancenot
- Olivier Besengez
- Olivier Beuckelaers
- Olivier Bierin
- Olivier Bisback
- Olivier Blondel
- Olivier Blunder
- Olivier Bommel
- Olivier Bonnaire
- Olivier Bonnes
- Olivier Boscagli
- Olivier Boumal
- Olivier Bracke
- Olivier Brunel
- Olivier Busquet
- Olivier Cauwenbergh
- Olivier Chastel
- Olivier Chevalier
- Olivier Chevallier
- Olivier Claessens
- Olivier Coumans
- Olivier Cromwell
- Olivier Dacourt
- Olivier De Castro
- Olivier De Clippele
- Olivier De Cock
- Olivier De Duivel
- Olivier De Neckere
- Olivier De Schutter
- Olivier De Smet
- Olivier De Smet (acteur)
- Olivier Decock
- Olivier Degee
- Olivier Degée
- Olivier Delaitre
- Olivier Delaître
- Olivier Deleuze
- Olivier Deman
- Olivier Deschacht
- Olivier Destrebecq
- Olivier Dhauholou
- Olivier Doll
- Olivier Ducastel
- Olivier Dumont
- Olivier Dutto
- Olivier Echouafni
- Olivier Edmond
- Olivier Eggimann
- Olivier Ernst
- Olivier Fontenette
- Olivier Fortamps
- Olivier Fortin
- Olivier Foucart
- Olivier Français
- Olivier Gendebien
- Olivier Gilles de Pelichy
- Olivier Gillès de Pelichy
- Olivier Giran
- Olivier Giroud
- Olivier Grenson
- Olivier Grouillard
- Olivier Guillou
- Olivier Guilmot
- Olivier Guégan
- Olivier Hamal
- Olivier Heimel
- Olivier Hekster
- Olivier Henin
- Olivier Henry
- Olivier Herter
- Olivier Hutman
- Olivier IV de Clisson
- Olivier I de Clisson
- Olivier Jacque
- Olivier Jansen
- Olivier Jean
- Olivier Joram Hekster
- Olivier Kaisen
- Olivier Kapo
- Olivier Kemen
- Olivier Koop
- Olivier Lamboray
- Olivier Lancelot
- Olivier Latry
- Olivier Le Gac
- Olivier Lenglet
- Olivier Levasseur
- Olivier Locadia
- Olivier Maingain
- Olivier Marach
- Olivier Marceau
- Olivier Maroy
- Olivier Marquet
- Olivier Martinez
- Olivier Melchior
- Olivier Messiaen
- Olivier Monterrubio
- Olivier Mukendi
- Olivier Mukendi Mulaya
- Olivier Myny
- Olivier N'Zi
- Olivier Nieuwenhuijse
- Olivier Ntcham
- Olivier Occean
- Olivier Occéan
- Olivier Panis
- Olivier Pantaloni
- Olivier Pardini
- Olivier Patience
- Olivier Pelen
- Olivier Perraudeau
- Olivier Peters
- Olivier Philippaerts
- Olivier Pierson
- Olivier Pla
- Olivier Plank
- Olivier Plunkett
- Olivier Pols
- Olivier Pâques
- Olivier Renard
- Olivier Richters
- Olivier Rochon
- Olivier Rochus
- Olivier Roels
- Olivier Rolin
- Olivier Rommens
- Olivier Roy
- Olivier Saint-Amand
- Olivier Saint Amand
- Olivier Schmitz
- Olivier Schoenfelder
- Olivier Schwartz
- Olivier Senny
- Olivier Siegelaar
- Olivier Sorin
- Olivier Sorlin
- Olivier Sportstadion
- Olivier Stadion
- Olivier Strebelle
- Olivier Strelli
- Olivier Suray
- Olivier Theyskens
- Olivier Thill
- Olivier Thomas
- Olivier Thomert
- Olivier Tielemans
- Olivier Toussaint
- Olivier Trastour
- Olivier Troisfontaines
- Olivier Tuinier
- Olivier V de Clisson
- Olivier Vajda
- Olivier Vandecasteele
- Olivier Vanneste
- Olivier Verdon
- Olivier Vinamont
- Olivier Vliegen
- Olivier Weber
- Olivier Weinberg
- Olivier Werner
- Olivier Willemsen
- Olivier Willocx
- Olivier de Baenst
- Olivier de Clippele
- Olivier de Clisson
- Olivier de Crock
- Olivier de Funès
- Olivier de La Marche
- Olivier de Schutter
- Olivier de Vinck
- Olivier de Wasseige
- Olivier de Wree
- Olivier de la Marche
- Olivier de smet
- Olivier etc.
- Olivier le Daim
- Olivier ter Horst
- Olivier van Beemen
- Olivier van Châtillon
- Olivier van Deuren
- Olivier van Diksmuide
- Olivier van Dixmude
- Olivier van Eldik
- Olivier van Kempen
- Olivier van Keulen
- Olivier van Noort
- Olivier van de Voort
- Olivier van den Tempel
- Olivier van den Tympel
- Oliviera de Figuera
- Oliviereus flavus
- Oliviero Carafa
- Oliviero Diliberto
- Oliviero Toscani
- Oliviero Troia
- Olivierosuchus
- Olivierpaal
- Oliviers waterhoen